# Bochkor Gábor
Bochkor Gábor (Budapest, 1964. március 25. –) magyar rádiós és televíziós műsorvezető, szerkesztő.

## Életpályája
Édesapja Bochkor Jenő, édesanyja Marik Marianna volt. A Gellért-hegyi külkeres óvodába járt, majd a családjával több évet töltött külföldön. Elmondása szerint: „Igazából a nyugat-németországi közeg volt az, ami engem inspirált: mi hétéves koromtól aránylag sokat éltünk kint, először öt évet Bonnban, aztán ötöt Magyarországon, majd visszamentünk Kelet-Berlinbe, ahol én hét évet töltöttem, és rendszeresen átjártam a város nyugati részébe”. A gimnáziumot az NDK-ban fejezte be. 1983 és 1988 között felsőfokú tanulmányokat folytatott a Humboldt Egyetemen Kelet-Berlinben angol-germanisztika szakon.
1986-ban kezdte a rádiózást az akkor még német nyelven sugárzó Danubius Rádióban. 1988-tól a Magyar Televízióban a Polip című könnyűzenei műsort vezette, önálló műsorokat szerkesztett Klip-mix és Aréna címmel. 1992-től a Sztárock címmel riportműsorok szerkesztője lett. 1995–1998 között a Danubius Rádiónál a Cappuccino című reggeli műsor vezetője volt. 1999 és 2009 között a Sláger Rádió Bumeráng című reggeli műsorának egyik szerkesztő műsorvezetője volt Boros Lajos és Voga János mellett. 2010-től 2012 augusztusáig a Sláger Rádió frekvenciáját megszerző Neo FM-en vezetett velük műsort. 2014. október elsejétől a Music FM Önindító című reggeli műsorának műsorvezetője volt 2019. február 7-ig. 2020. augusztus 31-től a Retro Rádió reggeli műsorát vezeti Lovász Lászlóval, Bochkor címmel.
Megnyilvánulásait gyakran kritika éri.
Több magyar hírességgel volt kapcsolata. Az 1990-es évek közepén Csisztu Zsuzsa és Dobó Kata voltak a barátnői, majd a 2000-es évek elején Osvárt Andrea, aki 2003-ban szakított vele. Ezt követően Molnár Anikóval volt együtt, de 2004-ben ezen kapcsolatának is vége lett. Tornóczky Anitaval két évig volt együtt. 2006-tól 12 éven keresztül Várkonyi Andrea volt a partnere. Kapcsolatukból  2007 áprilisában született meg kislányuk, Nóra. A szakítását követően szingliként mutatkozott, de utólag kiderült, hogy két évig együtt volt a korábban a Survivor műsorban is szereplő Demeter Alexandra gyógyszerésznővel. 

## Díjai, elismerései
- Belügyminiszteri elismerés a Szabad Sajtó Napja alkalmából 2005-ben.

## Főbb műsorai, filmjei
- Kész átverés[7]
- Boros-Bochkor show
- Csaó Darwin!
- Esti Showder Fábry Sándorral (vendég)
- Ilyenek voltunk! - 10 éves a TV2 (2007)[8]
- Nem a Te napod! (2006)[9]
- Buzera (2005)[10]
- Csattanó[10]
- Limonádé (2003)
- Üvegtigris (2001)
- Osztálytalálkozó
- Bumeráng rádióműsor
- Megasztár 6 zsűri
- Önindító rádióműsor
- #Bochkor
- Bochkor (Retro Rádió reggeli rádióműsor)

## Könyvei
- Macsó papák. Csajokból sosem elég. Árpa Attila. Bochkor Gábor. Gesztesi Károly; szöveg Trunkó Bence, fotó Klinszky Gábor, szerk. Selmeczi Viktória; A2 Media Kft., Bp., 2007
- Bochkor Gábor–Boros Lajos–Voga János: A Bumeráng aranyköpései; Sanoma Budapest, Bp., 2008
- Bocsi szerint a világ; Libri, Bp., 2013